# Bronisław Okołowicz
Bronisław Okołowicz (ur. ok. 1868, zm. 30 marca 1932) – notariusz.

## Życiorys
Pracował jako notariusz (rejent). Od 1918 należał do Zrzeszenia Notariuszów i Pisarzów Hipotecznym (założonego w 1915). Pełnił funkcję prezesa zarządu głównego tej organizacji i otrzymał tytuł jej członka honorowego.

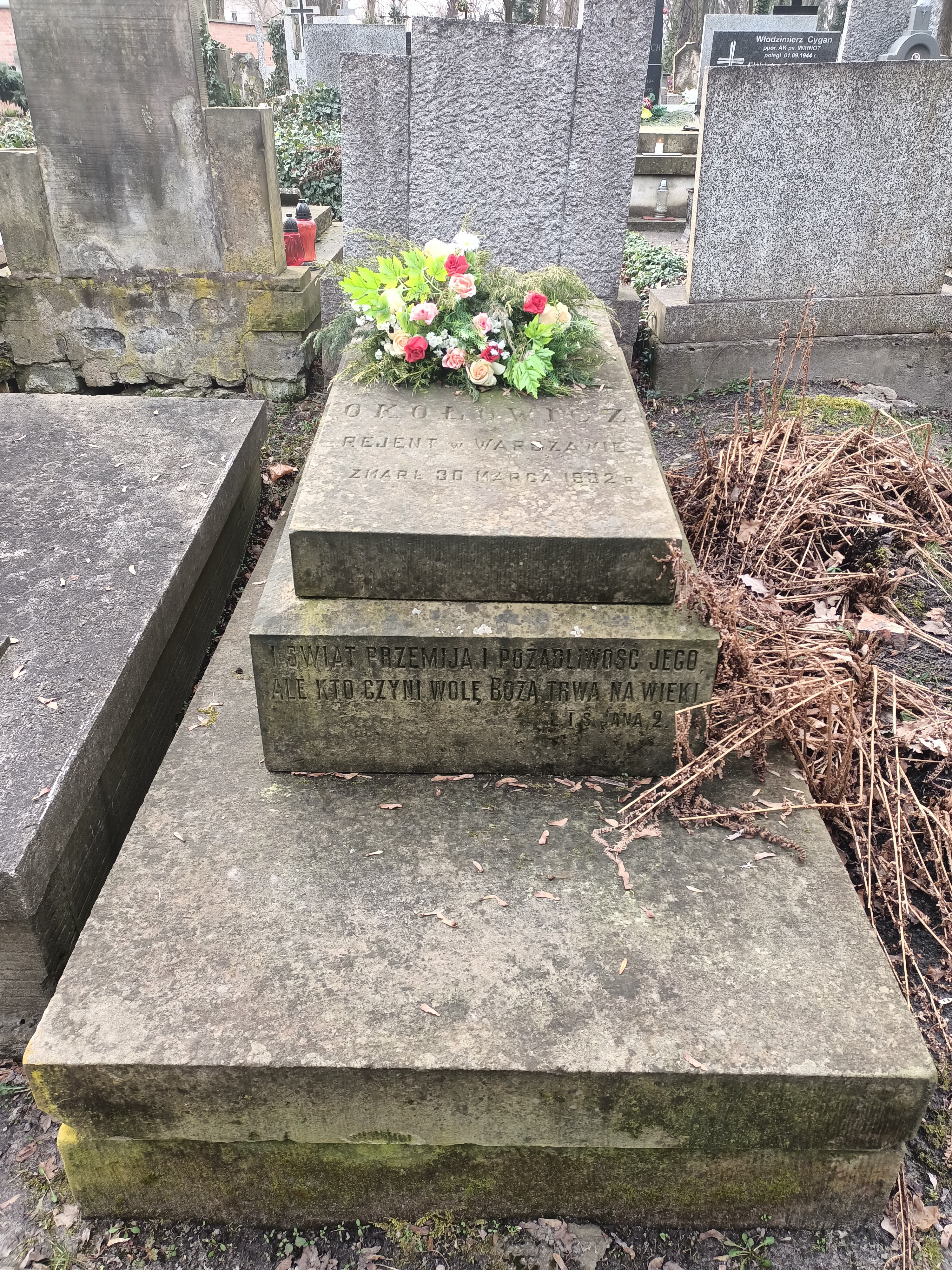
Nagrobek Bronisława Okołowicza

Zmarł 30 marca 1932 w wieku 64 lat. Został pochowany na cmentarzu Powązkowskim w Warszawie (kwatera 335-3-6).